# Pelzkapsel

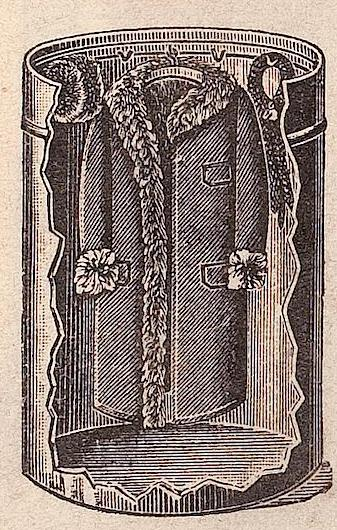
„Heussi's Pelzkapsel“, ausgekleidet mit japanischem Kampferholz (Leipzig 1911)

Als Pelzkapsel, Pelztresor, bei entsprechend aussehender Ausführung auch Pelzschrank, wurden in der ersten Hälfte des 20. Jahrhunderts Metallbehälter beworben, die insbesondere zum Aufbewahren von Fellkleidung dienten. Die abschließbaren Behältnisse schützten den Inhalt vor Insektenbefall, Staub, Verbleichen durch Lichteinwirkung und erschwerten den Diebstahl des eventuell wertvollen Inhalts.

## Allgemein
Ende des 19. Jahrhunderts hatte man begonnen, Pelz nicht mehr nur vereinzelt mit dem Haar nach außen zu tragen. Die Pelznähmaschine war gerade erfunden worden und der Pelz wurde für einen sehr viel breiteren Teil der Bürgerschaft erschwinglich. Mit dem sprunghaft angestiegenen Pelzbesitz erschien es einigen Fabrikanten lohnend, diese angeblich hervorragende Aufbewahrungsmöglichkeit für das bei sachgemäßer Behandlung langlebige Produkt anzubieten.
In der Regel waren die Pelzkapseln so gestaltet, dass mehrere Kleidungsstücke auf Kleiderbügeln hängend darin untergebracht werden konnten. Die Dresdner Pelzkonfektionsfirma Stöckig & Co. bot in ihrem Prospekt jedoch gleichzeitig kartonförmige Metallbehälter an, in denen kleinere Pelze, Wollsachen oder Uniformteile liegend aufbewahrt werden konnten.
Wie wichtig eine angemessene Aufbewahrung sein kann, zeigt ein Beispiel aus den Niederlanden. Königin Juliana, als sparsam bekannt, gab 1948 ihren Königsmantel nach dem einmaligen Gebrauch bei der Amtseinführung nicht mehr zum Kürschner in die Pelzkonservierung. Sie verwahrte ihn zwar nicht in einem Blech-, sondern einer ebenfalls metallenen, kleinen Bleikiste auf. Als man ihn 1980 wegen der anstehenden Inthronisation von Tochter Beatrix herausnahm, stellte man fest, dass das Fell „unglaublich faltig“ war und der rote Samt auf das Hermelin und das Seidenfutter abgefärbt hatte. Der gesamte Samt der Pelerine wurde daher ersetzt. Der Hermelinpelz des Mantels, Futter und Verbrämung, sollte nicht erneuert werden. Die noch verwertbaren Teile der Kapuze wurden zur Reparatur des Pelzfutters benutzt, reichten dafür jedoch nicht aus. Das ehemals schneeweiße Haar war inzwischen so sehr vergilbt, dass es mit neuen Fellen nicht farblich passend zu reparieren oder zu ergänzen war. Beatrix’ Schneiderin hörte sich deshalb bei ihrer Kundschaft um, ob dort nicht noch Hermelinkleidung vorhanden sei. Drei Kunden meldeten sich. Verwendet wurde das Hermelincape von Elly Brenninkmeyer-Maurer, der Ehefrau des Chefs der Firma C&A Brenninkmeyer. Die Brenninkmeyers haben die Geschichte nie nach außen getragen, nur in deren Familienkreis hieß es immer wieder „ein Königsmantel mit Pelz von C&A“.
Damit die Pelze vor der Einlagerung keinen Schädlingsbefall wie durch Kleidermotten oder Pelzkäfer aufweisen, werden sie zuvor sorgfältig ausgeklopft, um eventuelle Insektenlarven zu zerstören. Oft wird das Ausklopfen zur Sicherheit einige Wochen später wiederholt. Ein büschelartiger Haarausfall dabei ist ein Zeichen für Mottenbefall. Wie wichtig das Klopfen trotz aller chemischen Mittel und Pelzkapseln war, erklärte  Fritz Pabst 1902: „Aber alle diese Substanzen – die durch ihre allgemeine Verwendung dem Brühl [‌Pelzhandelszentrum Leipziger Brühl] seinen spezifischen, besonders dem Fremden auffallenden Geruch geben – sind, allein benutzt, wirkungslos. Auch die berühmten Aufbewahrungskapseln, für welche bei Beginn des Sommers immer eifrig die Reklametrommel gerührt wird, erreichen ihren Zweck nur unvollkommen und sind natürlich im Grosshandel, soweit es sich nicht um die Aufbewahrung einzelner besonders wertvoller Felle handelt, nicht verwendbar. Gewöhnlich wird das Lager 4 mal durchgeklopft, besonders in den stillen Zeiten, zuerst zu Ende des Frühjahrs, nach der Messe. Manchmal werden auch noch aushilfsweise Markthelfer engagiert.“
Heute gilt die Aufbewahrung in den luftdicht schließenden Behältnissen nicht mehr als beste Praxis. Spätestens seit den 1950er Jahren empfiehlt der Fachhandel, Pelze zwar dunkel, kühl und mottengeschützt, aber in luftdurchlässigen Hüllen aufzubewahren, falls sie nicht zur Übersommerung zum Kürschner gegeben werden. Auch wenn Pelze, im Gegensatz zu früherer Zeit, keinen oder kaum mehr einen Wildgeruch oder sonstigen Eigengeruch aufweisen, ist es doch heute üblich, sie nicht monatelang luftdicht einzuschließen. Zu dem natürlichen Eigengeruch kam damals hinzu, dass in der Regel den Pelzen Mittel beigegeben wurden, von denen man wusste oder annahm, dass sie Insekten töten, oder durch ihren Geruch Motten abschrecken. Wirksam war Naphthalin als Mottenpulver oder Mottenkugeln, das allerdings ebenfalls einen starken Eigengeruch aufweist und heute als gesundheitsschädlich und umweltgefährdend gilt. Paul Heussi aus Leipzig hatte die von ihm angebotene Kapsel, 1909 noch als „Mottenkapsel“ beworben, komplett mit dem als mottenfeindlich angenommenen Kampferholz ausgekleidet. Er vermerkte in seiner Werbung ausdrücklich, „Kampferholz verliert seinen Geruch nie“. So konnte man den Pelzträger oder die Pelzträgerin häufig schon von weitem an dem typischen Duft erkennen.
Alte Pelzkapseln beziehungsweise Pelzschränke werden immer wieder im Internet angeboten. Als Überbleibsel eines ehemaligen kleinen, sogenannten Pelzmuseums stehen noch zwei Pelzkapseln auf dem Hof der Kürschnerei und Pelzzurichterei Udo Meinelt & Söhne im in der Nähe von Leipzig gelegenen Rötha und sind dort zu besichtigen.
Aus der Zeit um 1910 wurde 2010 aus Mainz auf einem Online-Marktplatz ein eineinhalb Meter breiter und 88 Zentimeter hoher Pelztresor in besonderer, gerundeter Truhenform angeboten. Die Optik war die eines hochwertigen bürgerlichen Möbelstücks der Zeit. Die „schwere“ Truhe und der abnehmbare Deckel bestanden aus zweifarbig braun gebeiztem, lackierten Eichenholz, die Längsseite mit einer Intarsienverzierung. Innen war sie mit gelb gestrichenem Eisenblech ausgeschlagen. Der Metallbehälter mit zwei gegeneinander schließenden Deckelklappen war mit einem integrierten Schloss gesichert.
In dem Buch über die amerikanische Präsidentenfamilie, „Mein Name ist Trump – Hinter den Kulissen von Amerikas First Family“, wird ein in deren Penthouse befindlicher Pelzschrank von Donald Trumps Frau Ivana erwähnt, der temperatur- und feuchtigkeitsgeregelt ist. Die Ehefrau des deutschen Schiffskonstrukteurs Gösta Schwiers soll solch ein klimatisiertes Gerät im Jahr 2000 sogar in ihrer Yachtkabine gehabt haben.

### Angebote des Fürstlich-Lippischen Hoflieferanten Stöckig und Co., Dresden und Bodenbach im Jahr 1912
In einem 70-seitigen Katalog, etwa aus dem Jahr 1912, bot die Firma Stöckig & Co. neben ihrer Pelzkonfektion eine Auswahl verschiedener Metallbehälter zum Aufbewahren von Pelz- und anderen zu schützenden Kleidungsstücken an. Die Firma betrieb damals bereits einen Versandhandel für Pelze und verschickte sie auf Wunsch zur Ansicht. Viele der Kunden hatten vor Ort vielleicht nicht die Möglichkeit, den bei Stöckig erworbenen Pelz den Sommer über einem Kürschner zur Pelzaufbewahrung zu geben, auch war es vielleicht unangenehm, mit einem gerade woanders gekauften Stück dorthin zu gehen. Zudem war es für die Firma nicht sinnvoll, ihre Kunden für den Service zur Konkurrenz zu schicken. Sicherlich rührt daher der Gedanke, den Käufern gleichzeitig mit dem Kauf eine Aufbewahrungsalternative zu bieten.
In dem Katalog wird erklärt, dass man dem Haar und dem Leder die natürliche Frische und Geschmeidigkeit durch kühle Aufbewahrung in gut abgedichteten Pelzkapseln aus Eisenblech erhält. Als bestes Mittel gegen Motten ist regelmäßiges Klopfen zu empfehlen.
Die angebotenen Pelzkapseln aus Eisenblech waren außen baumschwammartig lackiert und innen blau gestrichen. Sie hatten hohe Schlussränder, die Deckel waren abnehmbar und mit jeweils vier Steckschlüsselschrauben fest aufschraubbar. Eingelegte Gummistreifen schlossen den Inhalt praktisch luftdicht ein. Zwischen jeweils zwei Schrauben befand sich ein Bandeisenwinkel, um zwei Vorhängeschlösser anzubringen. Links und rechts gab es jeweils eine umlegbare, schwarze Handhabe. Die höheren Kapseln hatten einen herausnehmbaren eisernen Quersteg, „zum Aufhängen von Pelzen und solchen Kleidungsstücken, die ihrer Fasson wegen besonders geschont und deshalb auf Bügel gehängt werden sollen“.
Die niedrigen Ausführungen wurden als „geeignet zum Aufbewahren von Müffen, Boas, Kragen, Mützen oder sonstigen kleinen Kleidungsstücken“ angeboten. Für das aufwendigste, von vorn zu beschickende Modell konnte man zusätzlich einen braun gestrichenen Holzuntersatz bekommen.

Pelzkapseln, Stöckig und Co.
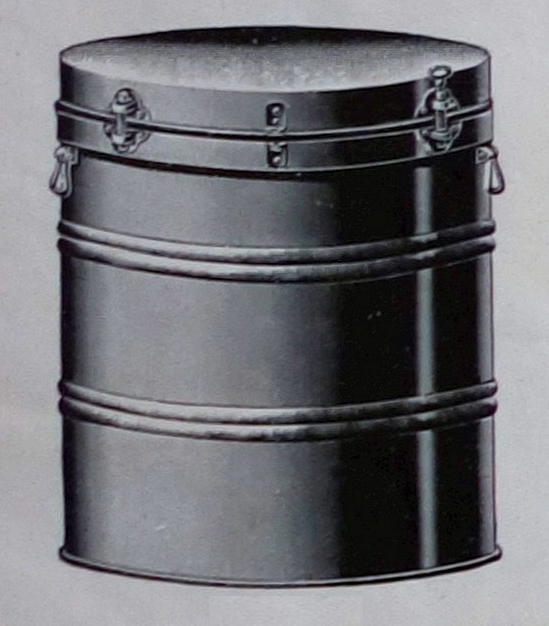
„Runde Pelzkapsel, niedrig“
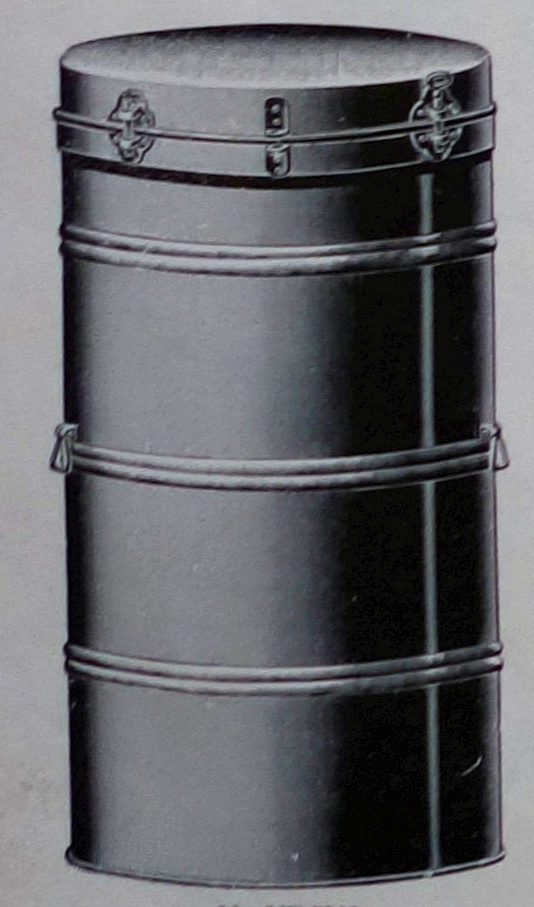
„Runde Pelzkapsel, hoch“
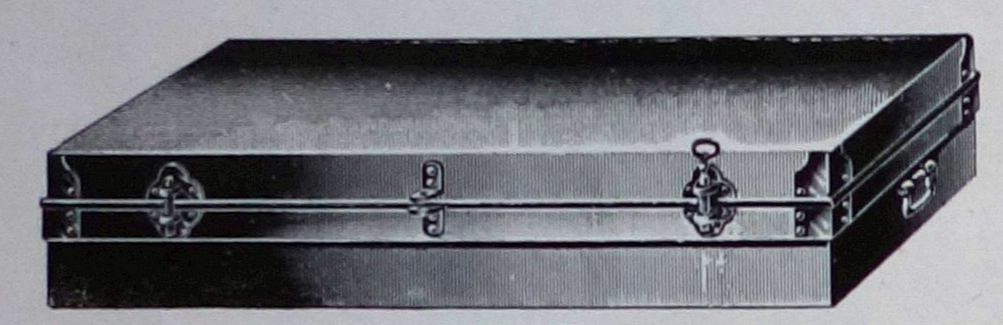
„Viereckige Pelzkapsel, flach“
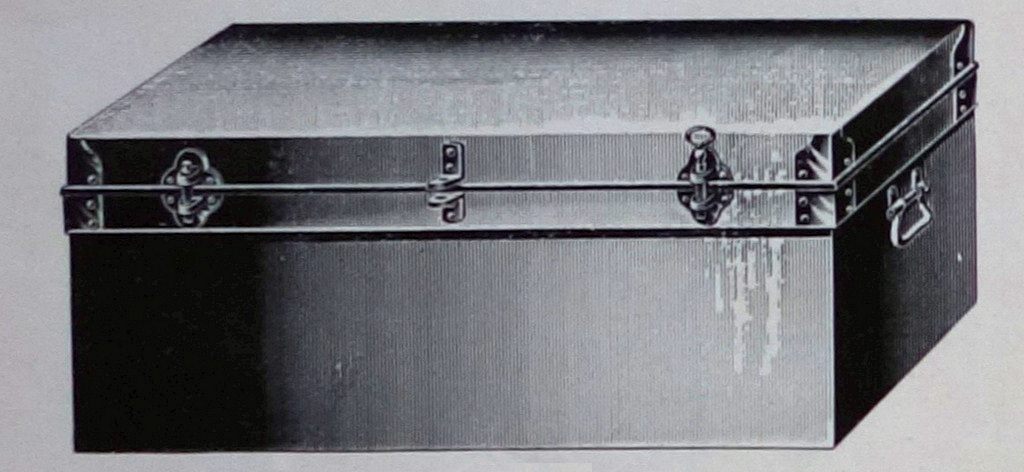
„Viereckige Pelzkapsel, niedrig“
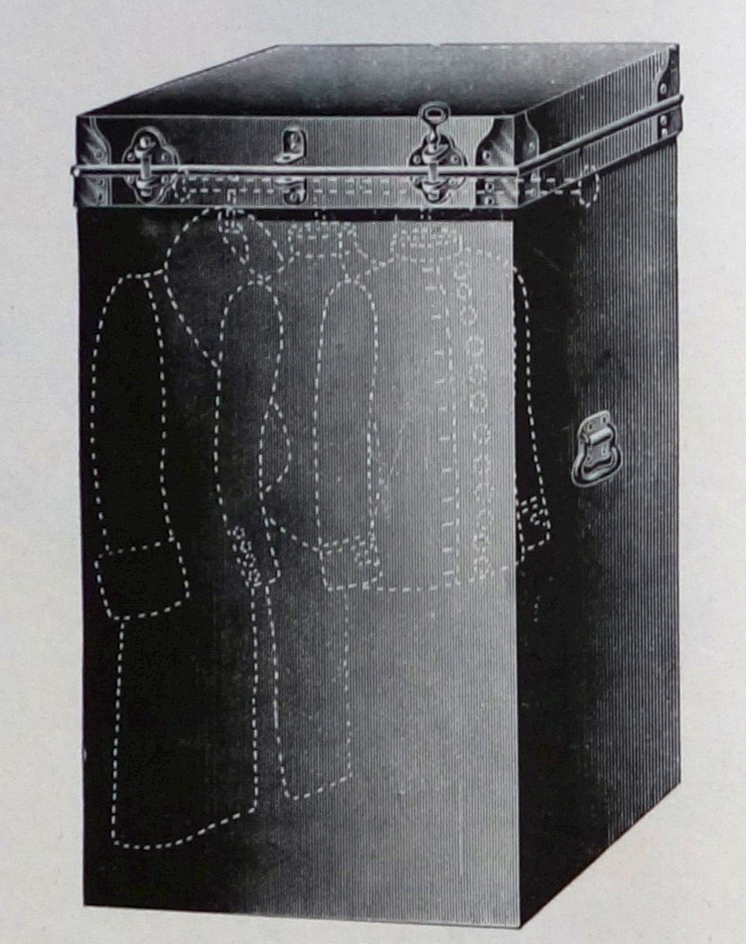
„Viereckige Pelzkapsel, hoch“
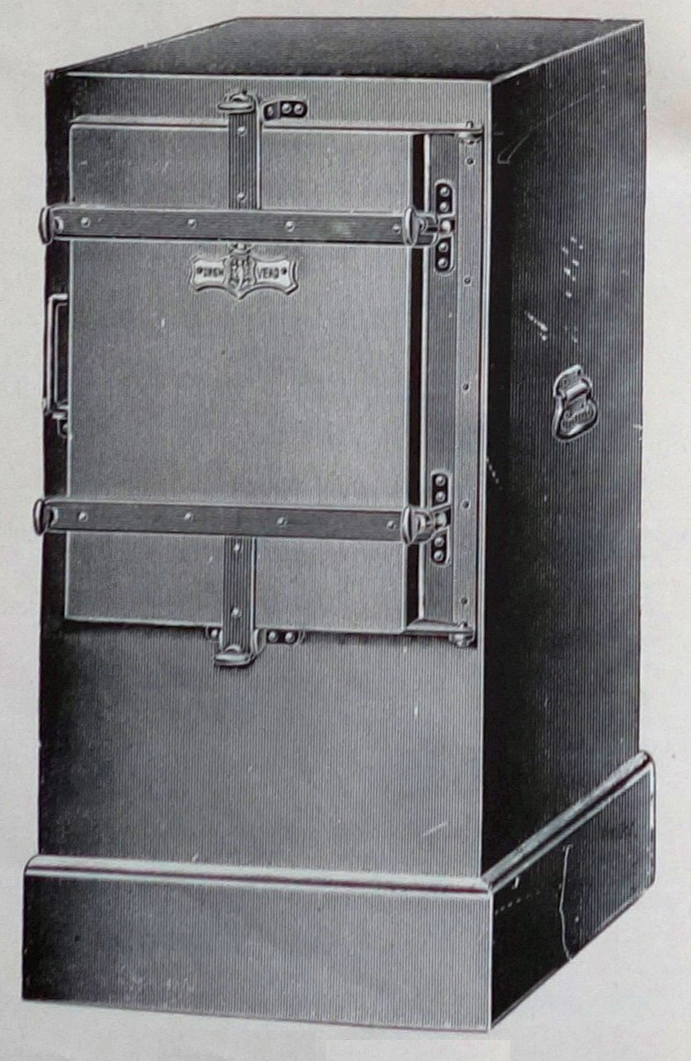
„Viereckiger Pelzschrank“

## Pelzkartons, Kleiderhüllen

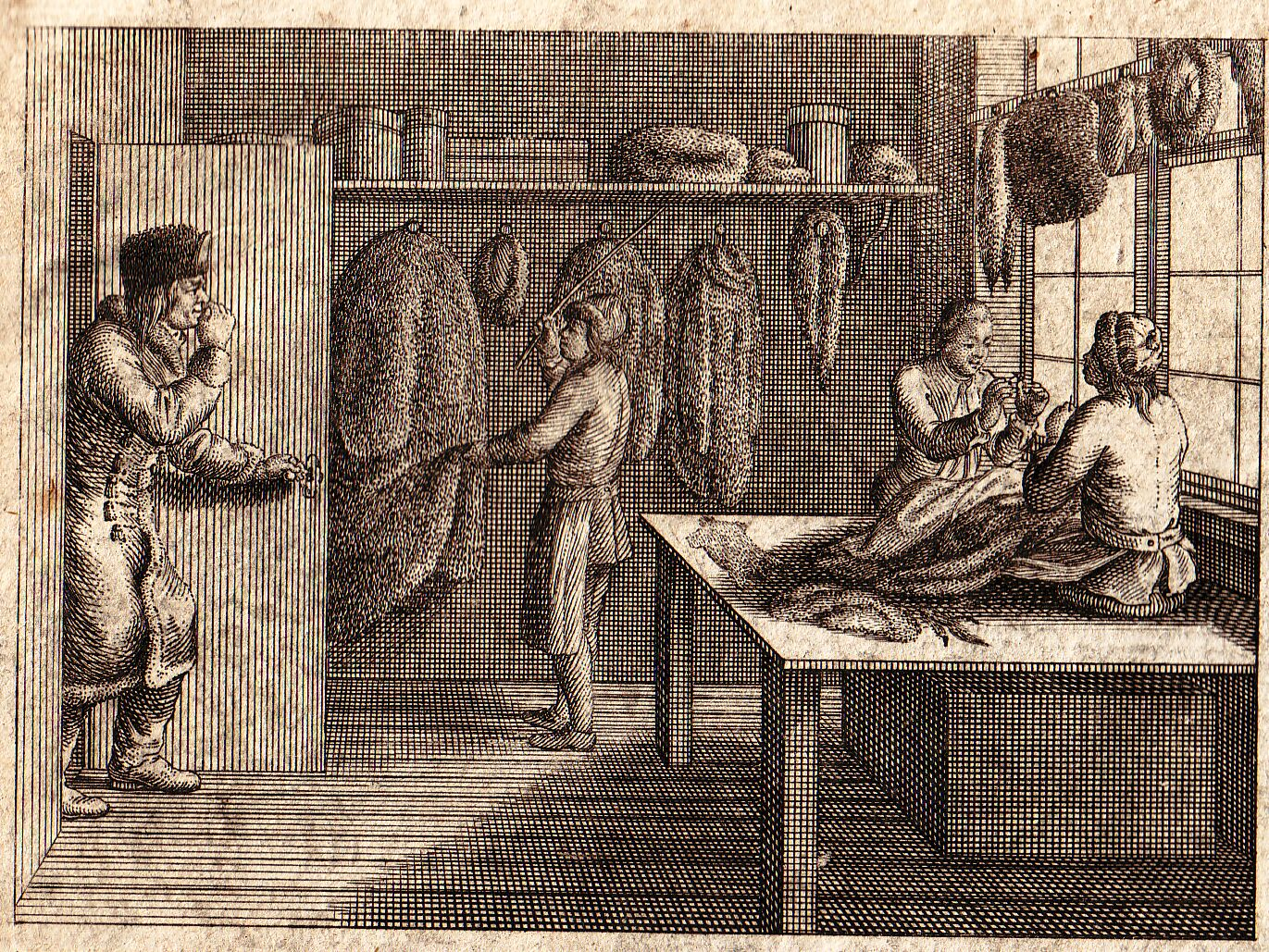
Ein Kürschner klopft einen Mantel. Auf einem Bord Muff- oder Hutkartons. Der eintretende Kunde hält sich anscheinend die Nase zu. Um 1800 herrschte offenbar noch ein heftiger Geruch in der Kürschnerwerkstatt.

Bereits lange vor dem Aufkommen der Pelzkapseln bestand für kleinere Pelzteile die Möglichkeit der Aufbewahrung in verschlossenen Behältnissen. Häufig gaben die Kürschner ihren Kunden bei einem Kauf einen Karton für Pelzkrawatten, vor allem aber bei entsprechendem Kauf eine Hutschachtel oder einen Muffkarton mit. Zumindest seit der zweiten Hälfte des 20. Jahrhunderts erhalten die Kunden beim Kauf einer Pelzjacke oder eines Pelzmantels in vielen Fachgeschäften eine entsprechend lange, mit einem Reißverschluss zu schließende Kleiderhülle als Zugabe. Idealerweise besteht sie aus Nessel oder einem anderen, gut luftdurchlässigen Material. Luftundurchlässige Kunststoffhüllen sind zum längeren Aufbewahren von Pelzen ungeeignet.